# Cuchilla Alta
Cuchilla Alta est une ville et une station balnéaire de l'Uruguay située dans le département de Canelones. Sa population est de 527 habitants.

## Historique
La ville fut fondée en 1932.

## Population
Sa population est de 527 habitants environ (2011).
| Année | Population |
| ----- | ---------- |
| 1963  | 148        |
| 1975  | 206        |
| 1985  | 297        |
| 1996  | 404        |
| 2004  | 435        |
| 2011  | 527        |

Référence,: